# Jorge Alcalá
Jorge Luis Alcalá (Bajos de Haina, República Dominicana, 28 de julio de 1995), más conocido como Jorge Alcalá, es un jugador profesional dominicano de béisbol que se desempeña en la posición de lanzador en Minnesota Twins, equipo de las Grandes Ligas de Béisbol (MLB).

## Carrera
En 2019, Alcalá hizo su debut en la MLB con el equipo Minnesota Twins, donde lleva jugando seis temporadas.